# Tatra K1
Tatra K1 je dvodijelni prototipni tramvaj, koji se proizvodio od 1963. do 1984. godine u tvornici ČKD. Bio je to prvi češki zglobni tramvaj, izveden iz standardnog tipa Tatra T3. Zbog problema s korištenom elektro-pneumatskom opremom ostali su samo prototipovi, a serijski proizveden tip Tatra K2 postao je nasljednik tramvaja K1.

## Povijest
Zbog sve većih zahtjeva za kapacitetom tramvaja, koje nisu mogla zadovoljiti pojedinačna standardna kola koncepta PCC, tvrtka ČKD je 1961. godine započela s razvojem dvodijelnog tramvaja označenog kao K1, koji je trebao pomoći smanjiti operativne troškove prijevoznika. Koncept takvog tipa mijenjan je nekoliko puta, konačno je zbog težine tramvaja korištena elektro-pneumatska oprema tipa UA11; neki elementi tako nisu bili kontrolirani električnim putem, već pomoću komprimiranog zraka.
Međutim, zbog problema s tom opremom tip K1 nikada nije ušao u serijsku proizvodnju, već su 1966. godine izgrađena dva prototipa tramvaja Tatra K2, mehanički identična modelu K1, ali s klasičnom električnom opremom.

## Konstrukcija
Tatra K1 je jednosmjerni šesteroosovinski zglobni tramvaj. Postolja imaju tri vrste kočnica: elektromagnetske, čeljusne i tračničke. Zglobni spoj tramvaja se nalazi na srednjem postolju. Karoserija je dvodijelna i spojena zglobom za zakretanje. Zglobni spoj tramvaja se nalazi na srednjem postolju. Naspram tramvaja Tatra T3, srednje postolje je izvedeno da prati zglobni spoj. Tramvaji imaju zaobljena čela. Čela tramvaja su proizvedena od laminata. Dizajner čela je František Kardaus.
Stolice od laminata su raspoređene sistemom 2+1. Na prednjem dijelu vozila se nalazi upravljačnica, a upravlja se pedalama za vožnju i kočenje.  U svakom dijelu se nalaze dvoja četverokrilna vrata kontrolirana od strane vozača.

## Prodavanje i promet tramvaja K1
Na prijelazu iz 1964. u 1965. proizvedena su dva prototipa dvodijelnog tramvaja K1.
| Država | Grad    | Tip | Godine izrade | Količina tramvaja | Garažni brojevi | Izvori |
| ------ | ------- | --- | ------------- | ----------------- | --------------- | ------ |
| Češka  | Ostrava | K1  | 1996. – 1997. | 2                 | 800–801         | [ 1 ]  |